# سهره زرد پونا
سهره زرد پونا (نام علمی: Sicalis lutea) گونه‌ای از پرندگان خانواده فرخندگان است که در آرژانتین، بولیوی و پرو یافت می‌شود. زیستگاه طبیعی آن علفزارهای نیمه‌گرمسیری یا گرمسیری در ارتفاعات بلند است.

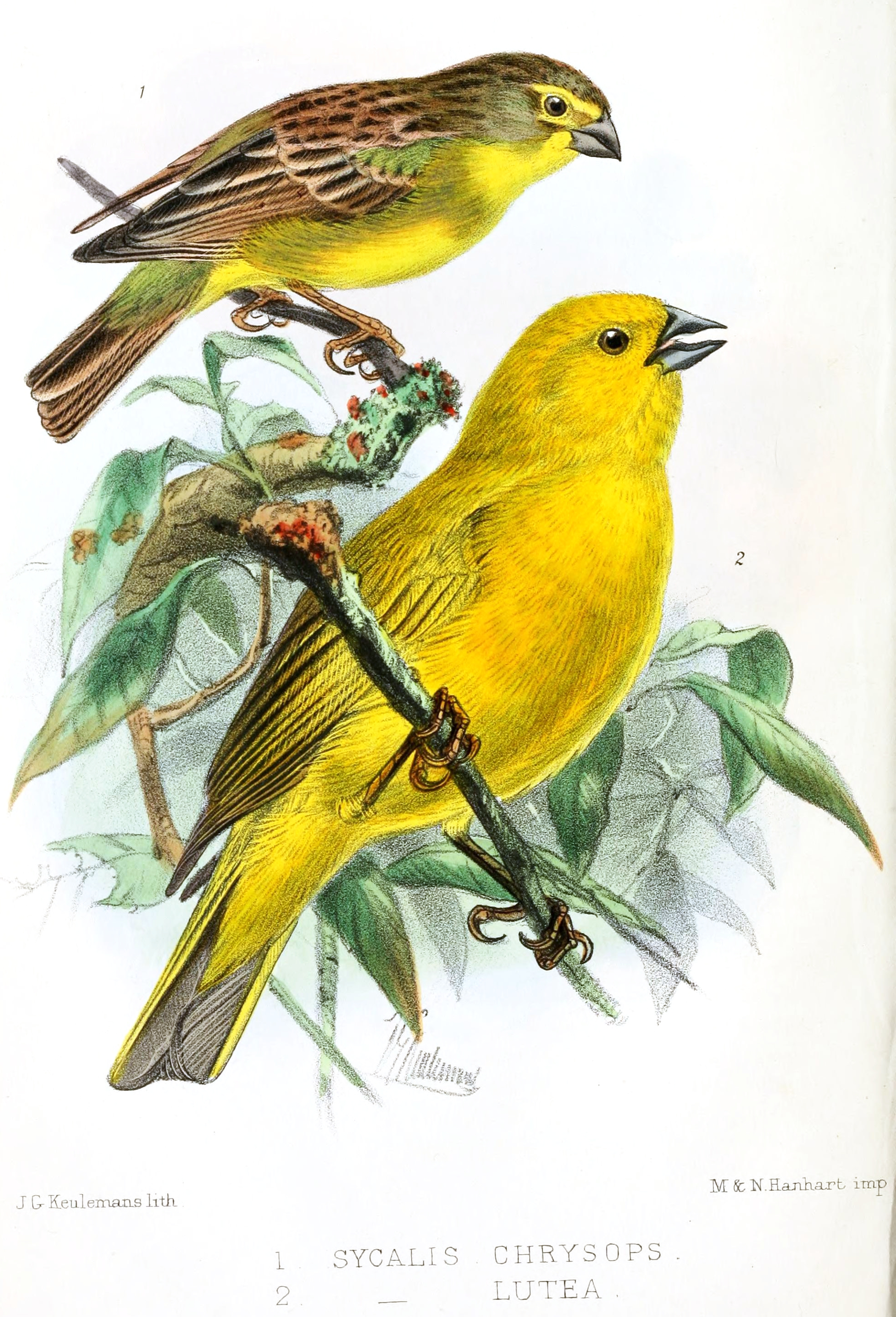
نگاره‌ای از سهره زرد پونا (پرنده پایین) همراه با Sicalis luteola (پرنده بالا)